# Blue-Gray Football Classic
Le Blue–Gray Football Classic est un match annuel de football américain de niveau universitaire qui se déroulait dans l'état d'Alabama généralement le jour de Noël. C'est William C. "Champ" Pickens, personnage important de l'état d'Alabama, ancien entraîneur, écrivain et créateur du Trophée Champ Pickens décerné au meilleur joueur de la Southern Conference qui insuffla l'idée de cet évènement annuel.
Le match opposait deux sélections de joueurs et était considéré comme un "All-Star Game".  
La première édition a lieu en 1939 et se déroule au Cramton Bowl de Montgomery dans Alabama sous les auspices du Lions Clubs local. L'édition de 2002 n'a pas lieu et celle de 2003 est organisée au Movie Gallery Stadium de Troy toujours dans l'Alabama. Cependant le match ne sera plus organisé par la suite faute de sponsor assez important. 
Le match, auquel le nom de Classic est attribué, opposait des joueurs universitaires issus des anciens États confédérés d'Amérique (soit les "Grays" portant des maillots blancs) à des joueurs universitaires issus de la moitié Nord du pays (les "Blues" portant des maillots bleus). Ces derniers étaient parfois renforcés par des joueurs issus de l'Ouest du pays. Les deux équipes portaient un pantalon gris. Seuls des seniors pouvaient être sélectionnés puisque, rétribués pour participer au match, ils effectuaient une première incursion dans le milieu du football professionnel.

## Historique
L'événement eut une histoire intéressante et quelque peu mouvementée. Le match était presque toujours la première grande rencontre universitaire All-Star de la saison. Pour cette raison, il était difficile de sélectionner les grandes stars du football universitaire, parce que beaucoup d'entre elles se préparaient dans le même temps avec leurs équipes pour les bowls à venir. En outre, de nombreux candidats à la sélection préféraient passer Noël à la maison.
Au cours des dernières années, par conséquent, la plupart des joueurs sélectionnés faisaient partie des équipes ayant terminé la saison avec des bilans négatifs ou bien étaient issus de petites universités n'évoluant pas dans la division supérieure de la NCAA (Division I football). Le Classic donnait l'occasion à ces joueurs de se faire remarquer par les recruteurs de la NFL (ou d'autres ligues) qui n'avaient pas eu l'occasion de les observer précédemment. Actuellement, la plupart de ces joueurs se présentent au Scouting Combine de la NFL pour être évalués.
La perte d'intérêt de cet événement a été lente. À un moment donné, la NBC, qui télédiffusait le match dans sa presque totalité, a décidé de cesser sa retransmission parce que le Lions Clubs ne voulait pas entrer dans son organisation. À partir de cet instant, l'événement est devenu moins intéressant. Il sélectionnait de plus en plus de stars afro-américaines issues de petites universités beaucoup moins connues (y compris de nombreux collèges et universités historiquement noires). Il est à noter que Jerry Rice participa au match de 1984 à la suite duquel il fut désigné MVP.
Le Classic a également fait de nombreuses concessions pour apparaître plus convivial télé visuellement en modifiant certaines règles. Par exemple, le premier quart temps fut réduit à 12 minutes pour permettre de mieux l'insérer dans la programmation de la chaîne. Une autre règle de base fut modifiée pour que lorsqu'une équipe était menée de plus de 10 points, celle-ci recevait d'office le coup d'envoi, même si c'était elle qui venait de marquer, sans doute pour garder le match serré et éviter une perte d'audience se produisant souvent lorsque les matchs opposaient des équipes de valeur par trop inégales.
Des années plus tard, le match a été programmé le jour de Noël. Cela explique peut être que les entrées au match seront moindre mais ce déplacement de date a permis à plus de téléspectateurs de suivre la retransmission télévisée.
Le match n'est pas organisé en 2002 à la suite du retrait du sponsor historique, la société Kelly Springfield, une filiale de la compagnie Goodyear Tire & Rubber. Le Lions Clubs local tenta de trouver un nouveau sponsor mais n'y arriva pas à temps. En tout état de cause, il aurait été peu probable que le match puisse avoir lieu en raison du mauvais état du Cramton Bowl. Ce stade, construit en 1923, n'avait pas été bien entretenu au fil des ans. À cette époque, il était littéralement en ruine. Le Lions Clubs tente alors de relancer l'événement au Movie Gallery Stadium de l'Université de Troy, à 50 miles (80 kilomètres au sud de Montgomery. Ce stade n'étant pas optimal pour un tel événement et les responsables ne trouvant pas d'autre endroit adéquat dans la région de Montgomery, il n'y aura pas d'autre match organisé par la suite.

## Palmarès
Le Blue–Gray Football Classic est organisé à 64 reprises.
33 matchs sont remportés par les Gris (Gray) et 29 par les Bleus (Blue) tandis que deux matchs se terminent sur un partage.
| #  | Dates            | Gagnants | Scores |
| -- | ---------------- | -------- | ------ |
| 1  | 1er janvier 1939 | Blue     | 07–0   |
| 2  | 30 décembre 1939 | Gray     | 33–20  |
| 3  | 28 décembre 1940 | Blue     | 14–12  |
| 4  | 27 décembre 1941 | Gray     | 16–0   |
| 5  | 26 décembre 1942 | Gray     | 24–0   |
| 6  | 30 décembre 1944 | Gray     | 24–07  |
| 7  | 29 décembre 1945 | Blue     | 26–0   |
| 8  | 28 décembre 1946 | Gray     | 20–13  |
| 9  | 27 décembre 1947 | Gray     | 33–06  |
| 10 | 25 décembre 1948 | Blue     | 19–13  |
| 11 | 31 décembre 1949 | Gray     | 27–13  |
| 12 | 30 décembre 1950 | Gray     | 31–06  |
| 13 | 29 décembre 1951 | Gray     | 20–14  |
| 14 | 27 décembre 1952 | Gray     | 28–07  |
| 15 | 26 décembre 1953 | Gray     | 40–20  |
| 16 | 25 décembre 1954 | Blue     | 14–07  |
| 17 | 31 décembre 1955 | Gray     | 20–19  |
| 18 | 29 décembre 1956 | Blue     | 14–0   |
| 19 | 28 décembre 1957 | Gray     | 21–20  |
| 20 | 27 décembre 1958 | Blue     | 16–0   |
| 21 | 26 décembre 1959 | Blue     | 20–08  |
| 22 | 31 décembre 1960 | Blue     | 35–07  |

| #  | Dates            | Gagnants | Scores |
| -- | ---------------- | -------- | ------ |
| 23 | 30 décembre 1961 | Gray     | 09–07  |
| 24 | 29 décembre 1962 | Blue     | 10–06  |
| 25 | 28 décembre 1963 | Gray     | 21–14  |
| 26 | 26 décembre 1964 | Blue     | 10–06  |
| 27 | 25 décembre 1965 | Gray     | 23–19  |
| 28 | 24 décembre 1966 | Blue     | 14–09  |
| 29 | 30 décembre 1967 | Blue     | 22–16  |
| 30 | 28 décembre 1968 | Gray     | 28–07  |
| 31 | 27 décembre 1969 | Tie      | 06–06  |
| 32 | 28 décembre 1970 | Gray     | 09–0   |
| 33 | 28 décembre 1971 | Gray     | 27–15  |
| 34 | 27 décembre 1972 | Gray     | 20–14  |
| 35 | 18 décembre 1973 | Blue     | 20–14  |
| 36 | 17 décembre 1974 | Blue     | 29–24  |
| 37 | 19 décembre 1975 | Blue     | 14–13  |
| 38 | 24 décembre 1976 | Gray     | 31–10  |
| 39 | 30 décembre 1977 | Blue     | 20–16  |
| 40 | 29 décembre 1978 | Gray     | 28–24  |
| 41 | 25 décembre 1979 | Blue     | 22–13  |
| 42 | 25 décembre 1980 | Blue     | 24–23  |
| 43 | 25 décembre 1981 | Blue     | 21–09  |
| 44 | 25 décembre 1982 | Gray     | 20–10  |

| #  | Dates            | Gagnants | Scores |
| -- | ---------------- | -------- | ------ |
| 45 | 25 décembre 1983 | Gray     | 17–13  |
| 46 | 25 décembre 1984 | Gray     | 33–06  |
| 47 | 25 décembre 1985 | Blue     | 27–20  |
| 48 | 25 décembre 1986 | Blue     | 31–07  |
| 49 | 25 décembre 1987 | Gray     | 12–10  |
| 50 | 25 décembre 1988 | Blue     | 22–21  |
| 51 | 25 décembre 1989 | Gray     | 28–10  |
| 52 | 25 décembre 1990 | Blue     | 17–14  |
| 53 | 25 décembre 1991 | Gray     | 20–12  |
| 54 | 25 décembre 1992 | Gray     | 27–17  |
| 55 | 25 décembre 1993 | Gray     | 17–10  |
| 56 | 25 décembre 1994 | Blue     | 38–27  |
| 57 | 25 décembre 1995 | Blue     | 26–07  |
| 58 | 25 décembre 1996 | Blue     | 44–34  |
| 59 | 25 décembre 1997 | Gray     | 31–24  |
| 60 | 25 décembre 1998 | Gray     | 31–24  |
| 61 | 25 décembre 1999 | Tie      | 22–22  |
| 62 | 25 décembre 2000 | Gray     | 40–37  |
| 63 | 25 décembre 2001 | Blue     | 28–10  |
| 64 | 25 décembre 2003 | Blue     | 31–24  |